# Nicolas Tikhomiroff
Cet article possède un paronyme, voir Nicolas Tikhobrazoff.
Nicolas Tikhomiroff, né le 22 mars 1927 à Paris et mort le 17 avril 2016, est un photographe français, membre de l'agence Magnum à partir de 1959.

## Biographie
Nicolas Tikhomiroff est né à Paris de parents immigrés russes. Il reçoit son éducation dans un internat éloigné de chez ses parents. Il est trilingue, avec le russe comme langue principale, le français et l'anglais comme langues secondaires. À l'âge de dix-sept ans, juste après la Libération de Paris, il rejoint l'armée française, passe quelques mois en Allemagne suivis de trois ans en Indochine.
En 1956, Tikhomiroff, inspiré par le journaliste français Michel Chevalier, commence son activité comme photographe indépendant. Il voyage avec Chevalier au Moyen-Orient, l'Afrique, entre autres endroits. En 1959, Tikhomiroff rejoint l'agence Magnum. Une grande part de son travail porte sur les guerres comme au Cambodge, au Laos et au Viêt Nam. Il est aussi célèbre pour son travail dans le monde du cinéma et des artistes. Il photographie Peter Brook, Orson Welles, Dmitri Chostakovitch, William Burroughs, Édith Piaf, Brigitte Bardot et beaucoup d'autres personnalités des arts. Il collabore avec la revue Jours de France. Thikomiroff affirme privilégier la saisie instantanée de la vie plutôt que la recherche de l'esthétique, tout en ne niant pas la contribution de certains reporters à l'évolution de l'esthétique photographique. Il cite à ce propos William Eugene Smith, Henri Cartier-Bresson.
Il a pris sa retraite en 1987 et a vécu en Provence. Il a été marié à Shirley Lou Ritchie, dont il eut une fille, Tamara Joan Tikhomiroff.

## Travaux photographiques
- 1957. Moscou et Monastère de Zagorsk, Russie.
- 1957. Ghana et Tanzanie.
- 1958. Plusieurs séances photographiques avec Brigitte Bardot.
- 1959. La Bourse de Paris.
- 1959. La mort de la reine des Gitans Mimi Rosseto, Italie.
- 1959. Jean Cocteau travaillant dans la chapelle Saint-Pierre de Villefranche-sur-Mer.
- 1960. Algérie, visite du Général de Gaulle.
- 1961. Édith Piaf en studio.
- 1961. L'industrie du cinéma à Rome. Luchino Visconti, film italien et metteur en scène, à son domicile.
- 1962. Tournage du film Le Procès) (The Trial), par le réalisateur américain Orson Welles.
- 1968. Tournage du film le Temps des amants (Amanti), film franco-italien de Vittorio De Sica.
- 1964. Tournage du film Falstaff (Chimes at Midnight) par le réalisateur américain Orson Welles.
- 1969. Serge Gainsbourg et Jane Birkin dans leur appartement parisien.
- 1978. Yves Montand
- 1983. Tournage du film Tartuffe de François Périer, avec Gérard Depardieu.

## Publications
- Mars 1961, Piaf en studio